# 寧越郡 (隋)
宁越郡，中国隋朝时设置的郡。
大业初改钦州置，治所在钦江县（今广西壮族自治区钦州市东北钦江西北岸）。唐朝武德四年（621年）复改钦州。天宝元年（742年）复改宁越郡。辖境相当今广西壮族自治区钦州、灵山等市县。乾元初年又为钦州。